# Яковищево
Якови́щево — деревня в составе Одоевского сельского поселения Шарьинского района Костромской области России. 

## География
Расположена на берегу речки Никольской (или речки Ложкомойки).

## История
Согласно Спискам населенных мест Российской империи в 1872 году деревня относилась к 2 стану Ветлужского уезда Костромской губернии. В ней числилось 30 дворов, проживало 77 мужчин и 83 женщины.
Согласно переписи населения 1897 года в деревне проживало 182 человека (70 мужчин и 112 женщин).
Согласно Списку населенных мест Костромской губернии в 1907 году деревня относилась к Одоевско-Спиринской волости Ветлужского уезда Костромской губернии. По сведениям волостного правления за 1907 год в деревне числилось 44 крестьянских двора и 260 жителей. В деревне имелись кузница, одна ветреная и одна водяная мельницы. Основным занятием жителей деревни был лесной промысел.

## Население
| 2008 | 2010 | 2014 |
| ---- | ---- | ---- |
| 26   | ↘23  | ↘15  |